# Colônia da Virgínia
```
   |-
       |
Erro:
:  
valor não especificado para "
nome_comum
"
```

A Colônia da Virgínia, concedida em 1606 e estabelecida em 1607, foi a primeira colônia inglesa duradoura na América do Norte, após tentativas fracassadas de colonização na Terra Nova por Sir Humphrey Gilbert em 1583, e na ilha sul de Roanoke (atualmente Carolina do Norte) por Sir Walter Raleigh no final da década de 1580.

## Histórico
A Colônia da Virgínia foi fundada pela Virginia Company, com os dois primeiros assentamentos em Jamestown, na margem Norte do rio James e a colônia Popham no rio Kennebec, atualmente Maine, ambos em 1607. A colônia Popham rapidamente falhou devido a fome, doenças e conflitos com tribos nativas americanas nos primeiros dois anos. Jamestown ocupava terras pertencentes à Confederação Powhatan e também estava à beira do fracasso antes da chegada de um novo grupo de colonos e suprimentos por navio em 1610. O tabaco se tornou o primeiro item de exportação lucrativo da Virgínia, cuja produção teve um impacto significativo na sociedade e nos padrões de assentamento.
Em 1624, a Carta da Companhia da Virgínia foi revogada pelo rei Jaime I e a colônia da Virgínia foi transferida para a autoridade real como uma colônia da coroa. Após a Guerra Civil Inglesa nas décadas de 1640 e 1650, a colônia da Virgínia foi apelidada de "O Antigo Domínio" pelo rei Carlos II por sua lealdade à monarquia inglesa durante a era do Protetorado e da Comunidade da Inglaterra.